# Tennisveckan i Båstad
Tennisveckan i Båstad eller enbart Tennisveckan syftar på den vecka i juli månad, vecka 28 eller vecka 29 då Swedish Open i tennis spelas i Båstad. Tennisveckan har på senare år blivit ett begrepp som ofta förknippas mer med kändisar, vilda partyn och stora affärer än med tennis. Enligt en beräkning spenderade tillresande gäster under 2007 års tennisvecka 116 miljoner kronor och den totala omsättningen beräknas till ca 300 miljoner. Ca 100 000 personer lär vistas i Båstads kommun varje dag evenemanget pågår. Kommunen har normalt ca 14 500 invånare. Trafiksituationen i Båstad brukar vara besvärlig under tennisveckan.

## Swedish Open
Det största evenemanget under tennisveckan är tennisturneringen Swedish Open. Turneringen är en del av ATP-touren för herrar och arrangeras vecka 28 varje år, två veckor efter Wimbledonmästerskapen. De allra bästa spelarna deltar sällan i turneringen då de antingen har vilovecka eller deltar i Stuttgarts ATP-turnering (som äger rum samtidigt). Men Båstad brukar ändå kunna locka till sig en del högt rankade spelare. Genom åren har välkända namn som Björn Borg, Stefan Edberg, Rafael Nadal och Robin Söderling deltagit i tävlingen som oftast brukar vara välbesökt och utsåld.

## Sponsorer
Tennisen har de senaste decennierna lockat till sig många sponsorer. De senaste åren har Catella varit titelsponsor för tennisturneringen som officiellt heter "Catella Swedish Open". Några andra stora sponsorer är Saab Automobile, SEB, Sony Ericsson och Synsam (tidigare titelsponsor). Sponsorer och andra företag som vill visa upp sig bygger utställningsmontrar för nyfikna besökare både på och utanför tennisstadion för att visa upp sina produkter och tjänster. Huvudsponsorerna har sina montrar inne på stadionområdet, medan de mindre sponsorerna har sina montrar vid den närbelägna stranden eller nere vid hamnen. Även uppe vid stora torget brukar det finnas montrar. Att hyra monterplats (utanför stadion) brukar kosta 15 000 kr.

## Affärer
Det är inte enbart sponsorernas representanter som kommer till Båstad under tennisveckan. Många kända affärsmän och entreprenörer så som Jan Carlzon och  Christer Gardell lockas till Båstad, och för många är tennisveckan ett tillfälle att knyta kontakter och göra affärer. En del hävdar att det är den mest arbetsintensiva och mest betydelsefulla veckan på året, då många affärer i mångmiljonklassen görs upp.

## Kändisar och vilda partyn
Då tennisveckan drar till sig många besökare och turister har evenemanget även blivit en social händelse. Båstad har under många år varit en populär turistort, men under tennisveckan fullkomligt exploderar tillströmningen av turister, inte enbart tennisintresserade.
Varje år samlas stora delar av ”kändis och partyeliten” från hela Skandinavien (bl.a. från Stureplan) enbart för att festa. Många kända personer är synliga i Båstad under tennisveckan. I Båstad investerar nattklubbsägarna miljonbelopp varje år i sina nattklubbar för att kunna tillfredsställa det kräsna partyfolket. En stor del av årets intäkter (en del säger 60-70 %) kommer in under denna enda vecka.
En av de mest kända nattklubbarna är Pepes Bodega som ligger bara ett stenkast från tennisstadion. På översta våningen har man inrättat ett rum kallat Kristallrummet dit endast de mest prominenta gästerna äger tillträde. Hotell Skansen och Madison's är vid sidan av Pepes Bodega de populäraste tillhållen för partyfolket. Ett populärt nöje är att spruta champagne på varandra, s.k. stekning, men detta är numera förbjudet. Även många uppmärksammade privatfester brukar hållas varje år. Själva festandet har för många blivit sinnebilden av tennisveckan.

## Massmedia
Massmediebevakningen är stor. Tennisturneringen har direktsänts i både radio och TV under många år, men på senare år är det rapporteringarna kring kändisarna och de vilda festerna som fått den största uppmärksamheten i media. För många har det blivit viktigt att synas i media under tennisveckan. TV4 brukar sända sitt morgonprogram ”Nyhetsmorgon” direkt från Båstad. Dessutom direktsänder TV4 Sport tennisturneringen i svensk TV. Även TV8 brukar direktsända från Båstad under tennisveckan. Flera paparazzi brukar också vara synliga.
Under hösten 2011 sändes programmet Kaos i Båstad på Kanal 5 där man fick följa olika personer när de festade och minglade i Båstad under tennisveckan.

## Pepe's Bodega Beach Trophy
Pepe's Bodega Beach Trophy är en beachvolleyturnering som arrangeras varje år av nattklubben Pepe's Bodega. Tävlingen äger rum på Skansenbadet (stranden bakom Pepe's), och de olika lagen består uteslutande av kända personer. Turneringen är ett välbesökt arrangemang då inträdet är gratis. Turneringen har enligt uppgift arrangerats varje år sedan 1993.

## RIX FM Festival
Under några år hölls även RIX FM Festival nere på stranden under tennisveckan. Men 2008 fick man inget tillstånd att anordna festivalen. Anledningen är den omfattande biltrafiken som helt korkar igen Båstad, och gör det omöjligt för utryckningsfordon att komma fram.